# ماريليني كانتو
ماريليني كانتو (بالفرنسية: Marilyne Canto )‏ (و. 1963 – م) هي ممثلة، ومخرجة سينمائية من فرنسا .

## روابط خارجية
- ماريليني كانتو على موقع IMDb (الإنجليزية)
- ماريليني كانتو على موقع ألو سيني (الفرنسية)
- ماريليني كانتو على موقع أول موفي (الإنجليزية)
- ماريليني كانتو على موقع أول موفي (الإنجليزية)
- ماريليني كانتو على موقع قاعدة بيانات الأفلام السويدية (السويدية)
- ماريليني كانتو على موقع قاعدة بيانات الفيلم (الإنجليزية)
- ماريليني كانتو على موقع كينوبويسك (الروسية)